# Caballos de Marly
Los caballos de Marly son dos grupos escultóricos que representan unos caballos salvajes y sus palafreneros. En mármol de Carrara, fueron ejecutados entre 1743 y 1745 por Guillaume Coustou.
Fueron encargados por Luis XV de Francia para decorar la entrada del parque del Palacio de Marly, a fin de reemplazar dos esculturas de Antoine Coysevox: Mercurio y Fama de Luis XIV.
En 1794 fueron trasladadas a la Plaza de la Concordia.
En 1984, por el hecho de que el desfile de las fuerzas armadas del 14 de julio las debilitaba fueron reemplazadas por copias. Los originales se conservan en el Museo del Louvre.
Últimas obras de Guillaume Coustou, los caballos de Marly conocieron cierto éxito (multiplicación, entre otros, de réplicas a escala reducida) y anuncian los temas ecuestres de los artistas románticos, como por ejemplo Théodore Géricault.